# Polyptyque de la Miséricorde
Le polyptyque de la Miséricorde est la première œuvre connue de Piero della Francesca. Le polyptyque est commandé en 1445 par la Compagnio de Santa Maria della Misericordia, une confrérie de laïcs de Borgo San Sepolcro pour orner l'autel de l'église attachée à leur hôpital. Il se trouve actuellement au Museo Civico  di Sansepolcro.

## Histoire
A Borgo San Sepolcro au XVe siècle il existait une multitude de confréries de laïcs (environ 14) et presque tous les hommes de la ville étaient membres d'une confrérie. Les confréries administraient des hospices pour les pèlerins, abris pour les indigents et hôpitaux pour les malades. La confrérie Santa Maria della Miseriacordia était parmi les plus anciennes et l'une dont la famille de Piero était membre depuis le XIVe siècle. Elle avait fondé un hôpital avec une église et c'est pour l'autel de cette église qu'elle a commandé un retable.
L'histoire de la commande s'étale sur plus de quatre décennies. En 1422 Urbano di Mio dei Pichi (la famille Pichi était parmi la plus riche de la ville) a fait un legs de 60 florins pour la peinture d'un retable pour l'église. C'est seulement en 1428 qu'un charpentier accepte de préparer les panneaux de bois pour le retable ; les panneaux sont livrés en 1430. En 1435 un autre membre de la famille Pichi promit de commissionner un artiste pour peindre les panneaux. Une petite partie des fonds promis était effectivement donnée en 1445, après menaces de procès de la part de la confrérie. La commande était donnée à Piero, dont les deux frères occupaient des positions importantes au sein de la confrérie, le 11 janvier 1445. Le contrat est assez simple : la famille Pichi accepte de payer 150 florins, avec un premier versement de « bonne foi » de 50 florins. Piero doit être le seul peintre du retable et il doit le terminer dans un délai de trois ans. 
La famille Pichi tardait à payer le premier versement de 50 florins et, en conséquence, Piero était lent pour faire le travail. En 1454 la famille tentait un procès contre Piero pour qu'il honore ses obligations. Piero travaillait épisodiquement et les paiements de la famille Pichi étaient étalés de 1459 à 1462. Cependant la somme versée était inférieure au 150 florins promis et la confrérie attaquait la famille Pichi pour tenter de récupérer l'argent. Mais, en 1467, Piero attendait toujours le solde de la commande.

### Histoire du polyptyque
Les problèmes financiers avec la famille Pichi ont eu des répercussions sur le déroulement et la qualité de la peinture. Les panneaux majeurs au centre et les pinacles sont de la main de Piero, les pilastres et la prédelle sont de Giuliano Amidei.
La restauration du polyptyque en 1964 a permis de savoir que le travail de Piero était fait en deux grandes étapes distinctes : 

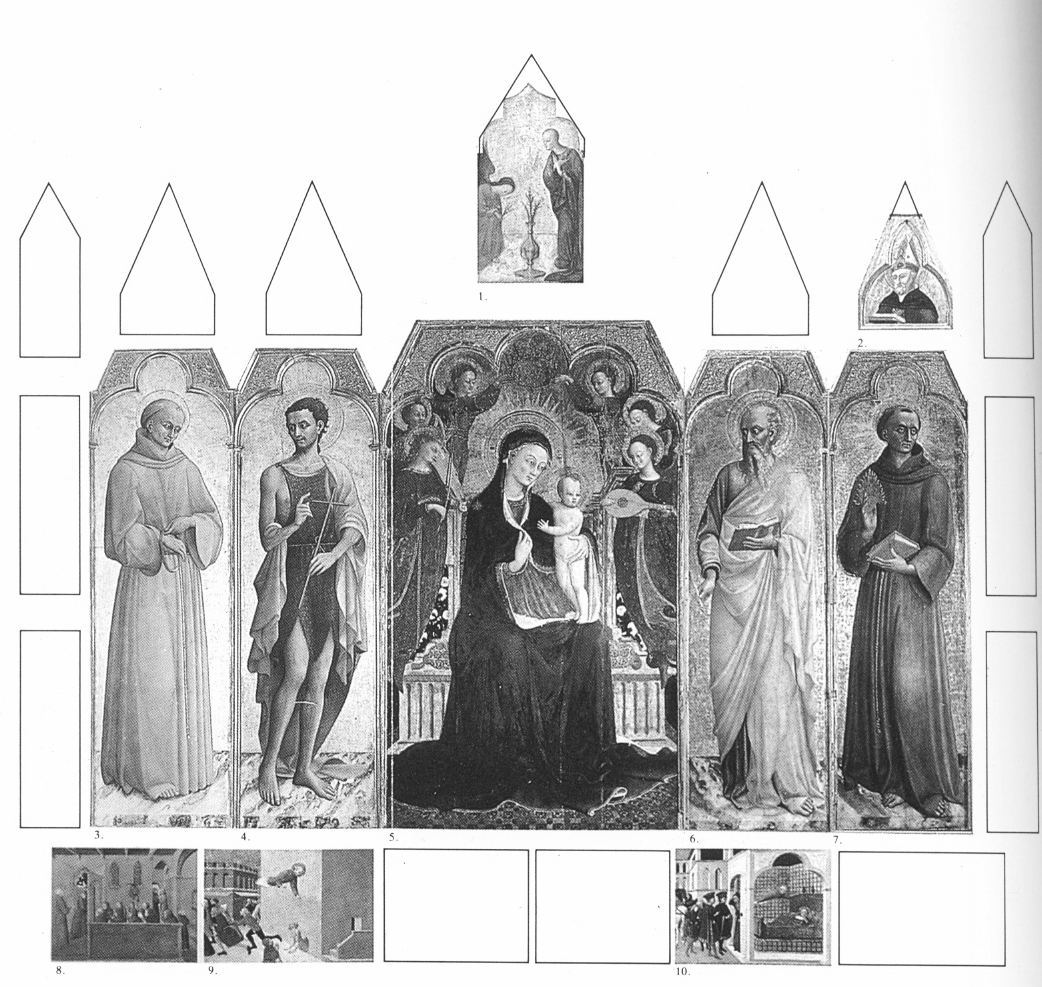
Polyptyque de Sassetta

- Le panneau de la Madone, la crucifixion, les pinacles de saint Benoît et l'ange Gabriel et les deux saints à gauche de la Vierge étaient faits dans un premier temps. La peinture a été faite lentement, avec beaucoup de soin.

- Les deux saints à droite de la Madone, les pinacles de la Vierge et saint François ont été peints rapidement, le bois était moins bien préparé, ce qui a provoqué des craquelures, couleurs éteintes et la sous-peinture, la terra verde, est visible.

Une œuvre qui avait une influence significative sur Piero pour sa composition était le retable de Sassetta, peint pour l'église San Francesco à Borgo San Sepolcro entre 1437 et 1444. 
En 1430, Antonio di Anghiari, dont Piero était l'assistant, fut commissionné pour exécuter ce retable, mais pour des raisons financières, l’œuvre ne fut jamais réalisée par Anghiari et Piero. En 1437 la commission était transférée à Sassetta, qui le terminait en 1444. Le retable a coûté 510 florins, le plus cher retable commissionné en Italie pendant le XVe siècle.
Le polyptyque de la Miséricorde fut dispersé après la dissolution de l'ordre en 1807, puis recomposé en 1892 pour le quatrième centenaire de la mort du peintre. Il était placé dans la nouvelle église de la confrérie, l'église San Rocco. Aujourd'hui il est exposé au Museo Civico  di Sansepolcro.

## Iconographie
À l'origine les vingt-trois panneaux du polyptyque étaient entourés d'un cadre doré, couronné de pinacles et attaché à l'autel de l'église. Les saints les plus vénérés par la confrérie sont peints sur les panneaux latéraux :
Les pinacles :
- La Crucifixion ;
- saint Benoît  ; l'ange Gabriel ; la Vierge annonciatrice ; saint François

Les panneaux centraux :
- Le panneau central, qui montre la Vierge Marie en figure protectrice, couvrant souverainement les pénitents sous son manteau grand ouvert. Ceux qui revendiquent sa protection sont représentés plus petits en taille (en perspective inversée), quatre de chaque côté. Un des personnages est cagoulé.

- Saint Sébastien, qui protège contre la Peste noire, dont les victimes étaient soignés dans l'hôpital des Miseriacordi depuis le XIVe siècle.
- Jean le Baptiste, saint patron de Florence dont Borgo San Sepolcro était sous la tutelle depuis 1441.
- Jean l'évangéliste, saint patron de Borgo San Sepolcro.
- Bernardin de Sienne, canonisé en 1450, un prédicateur du culte de la Madone.

Les Pilastres :(de haut en bas)
- A gauche : saint Jérôme pénitent, saint Antoine de Padoue et  saint Arcan (it), pèlerin et ermite, qui nommait la ville de Borgo : Borgo San Sepolcro, en honneur du Saint-Sépulcre à Jérusalem[7].
- A droite : saint Augustin, saint Dominique et saint Egidio (it)  (pèlerin et ermite, le deuxième fondateur  de Sansepolcro).
- Le monogramme de la Confrérie (MI[SERICORDI]A) est inscrit à la base des pilastres, en lettres gothiques.

La prédelle : 
- Prière dans le jardin des oliviers ;
- La Flagellation ;
- Mise au tombeau ;

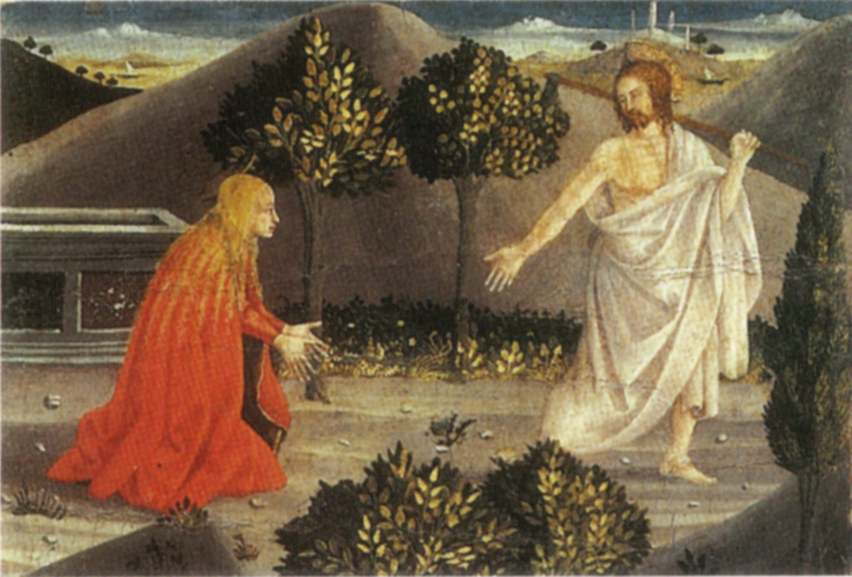
Noli me tangere
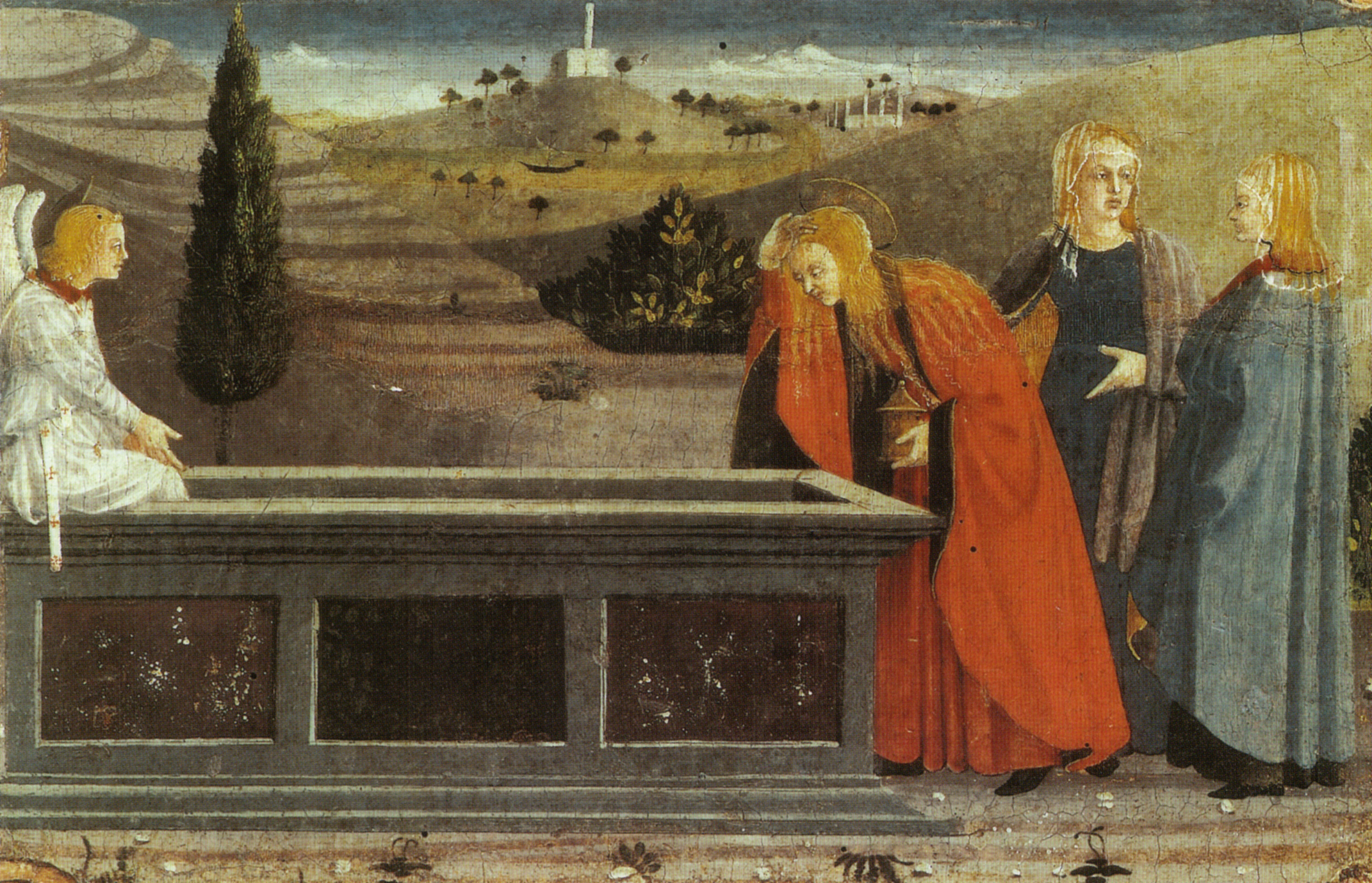
Les Trois Maries

## Description des panneaux

### Panneaux du haut
- Au milieu la Crucifixion (81 × 52,5 cm).
- panneaux latéraux internes, une Annonciation d'encadrement (l'ange annonciateur à gauche, la Vierge annoncée à droite)
- panneaux latéraux externes, saint Benoît à gauche et saint François à droite.

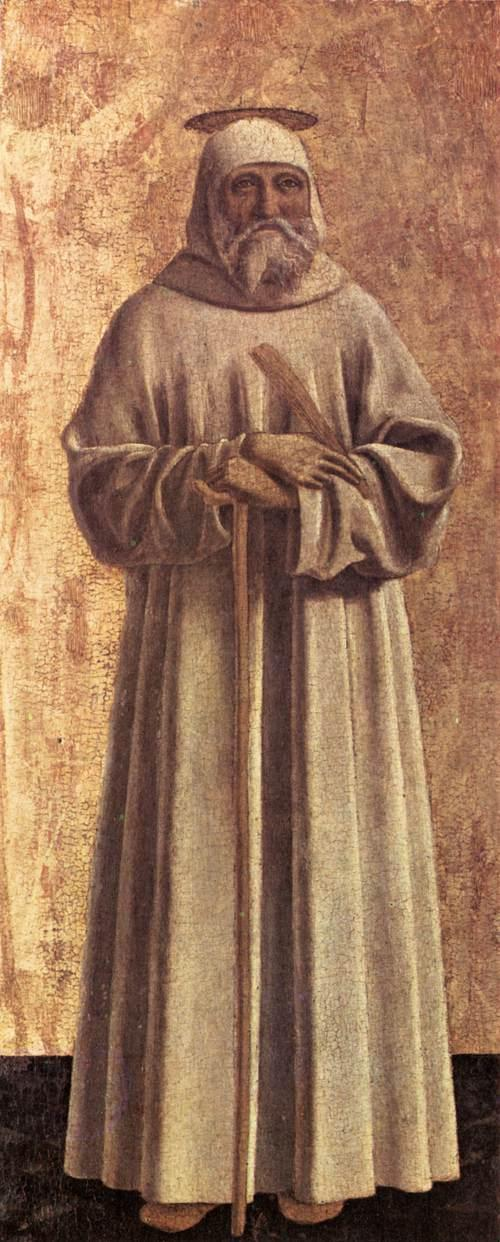
Saint Benoît
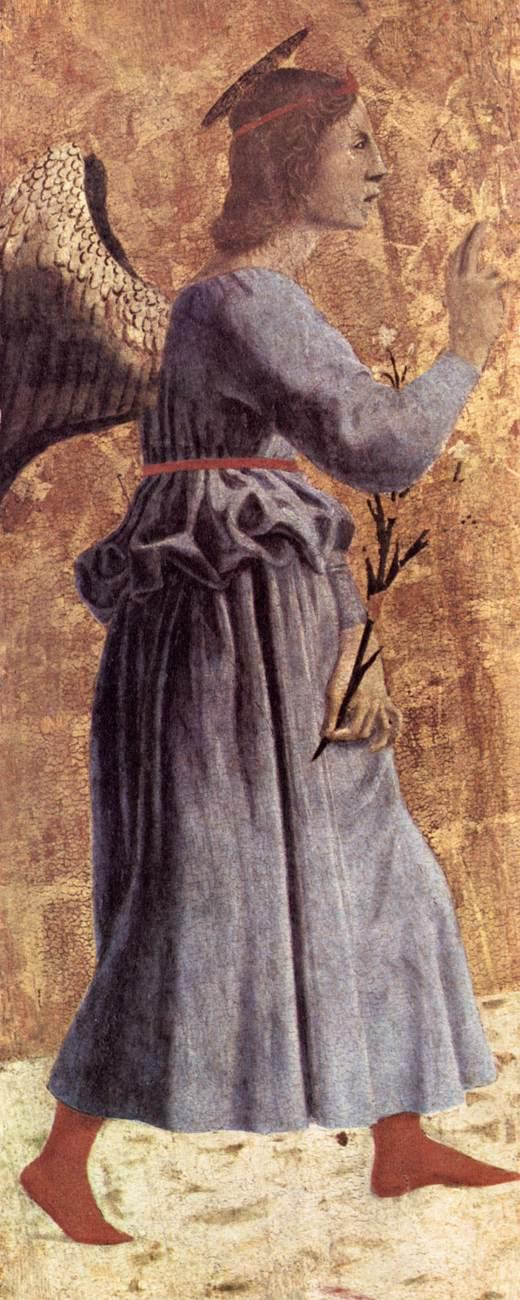
Archange Gabriel
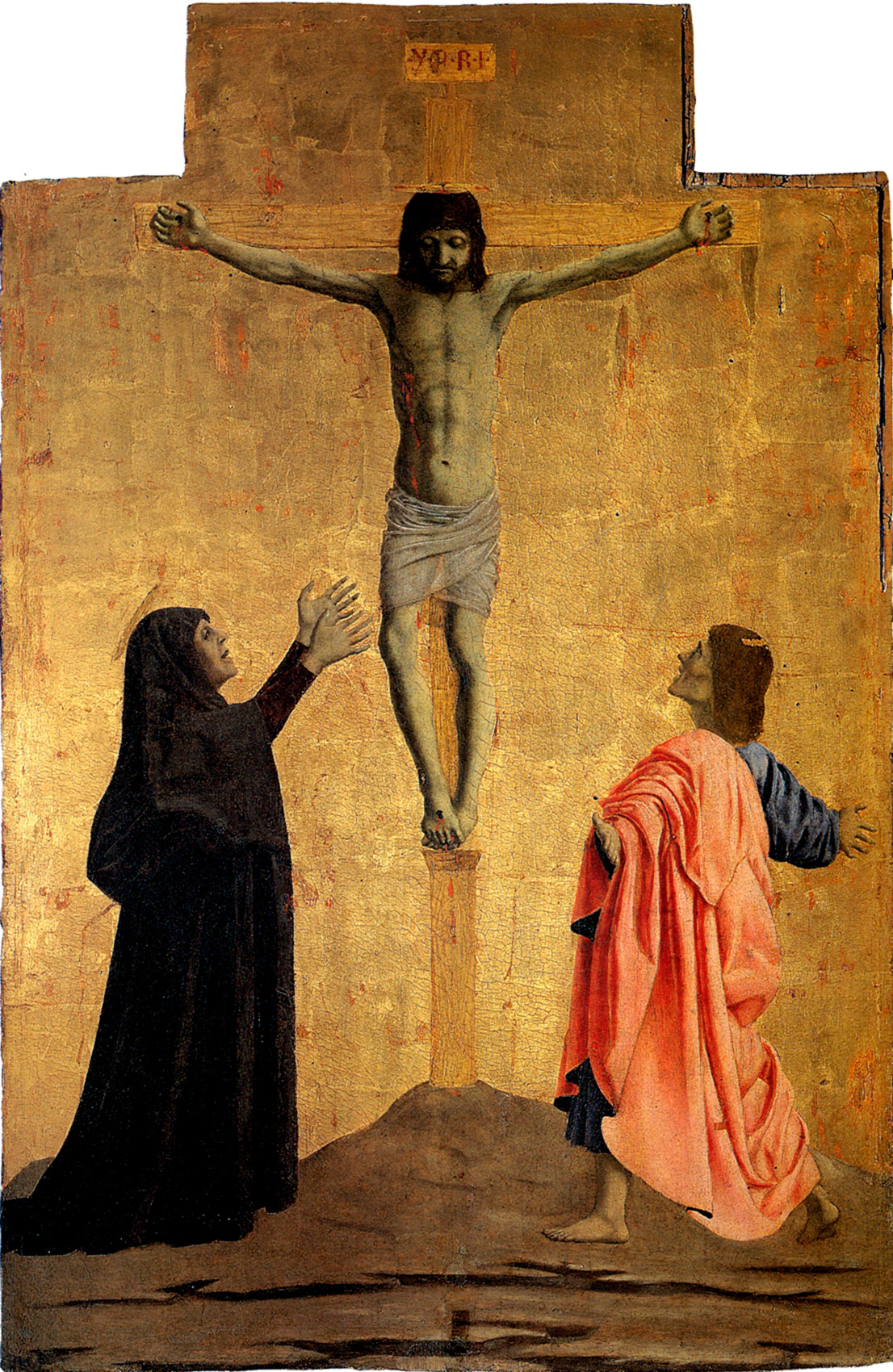
La crucifixion
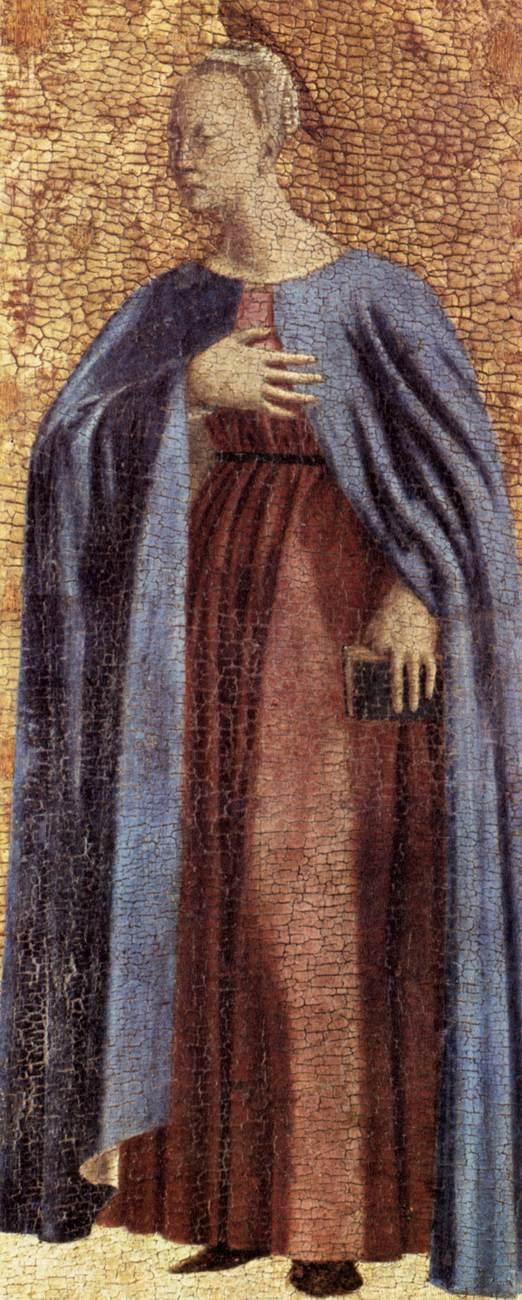
Vierge annoncée
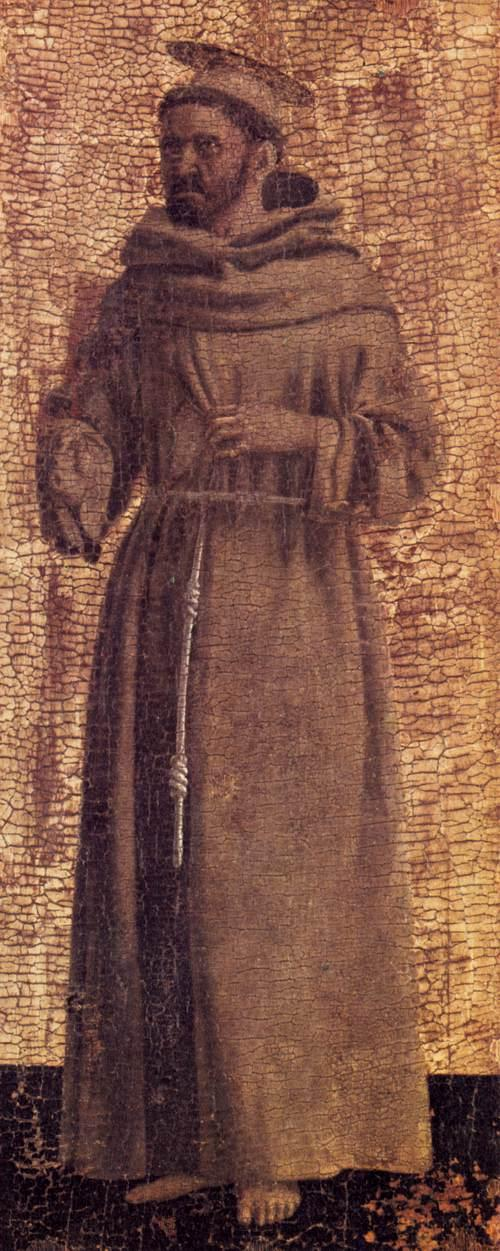
Saint François

### Panneau central

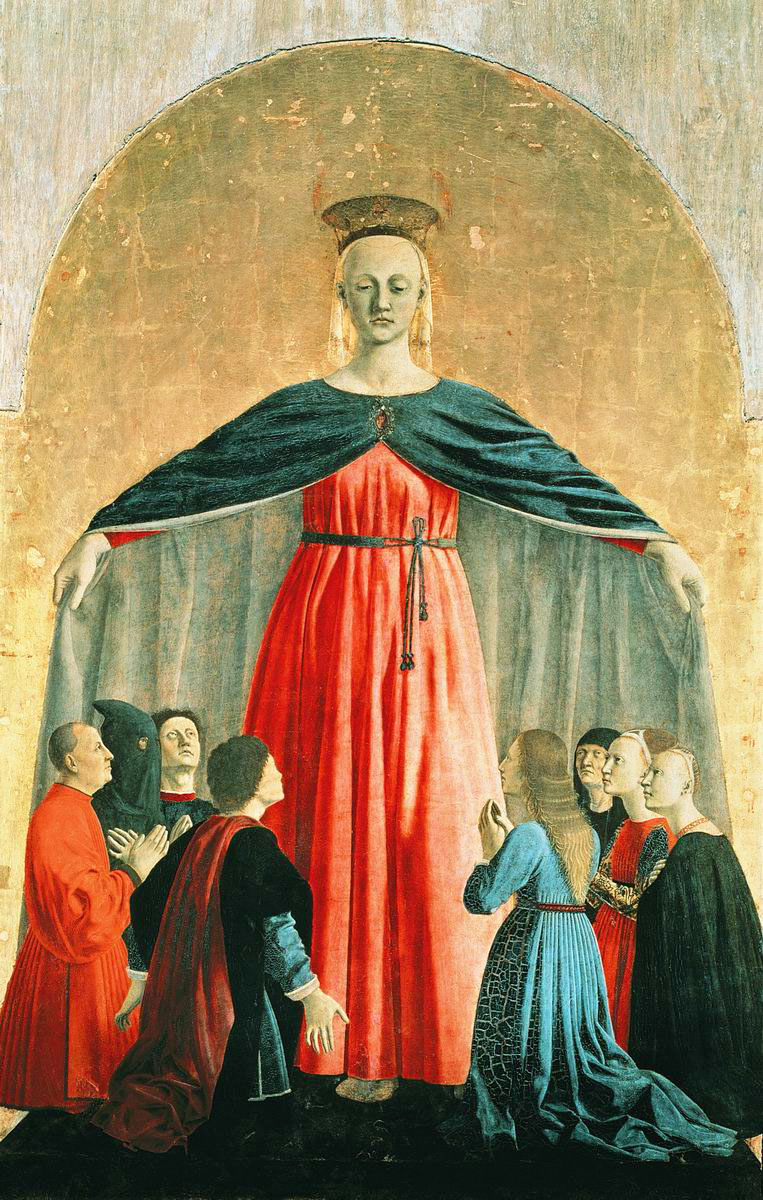

Ce grand panneau central (134 × 91 cm) montre la Vierge Marie en figure protectrice, couvrant souverainement les pénitents sous son manteau grand ouvert, dans une pose et avec un visage aussi hiératiques que ceux de la Madonna del Parto du même artiste. La Vierge de miséricorde couvrant de son manteau ouvert (symbole de l'abside de l'église) couvrant ceux qui revendiquent sa protection est une des plus fameuses images de la Renaissance. La figure hiératique suggère la solennité et la miséricorde. Les orants qui demandent sa protection, plus petits en taille, quatre de chaque côté ne sont pas des pauvres mais des personnages riches, avec bijoux et habillés en vêtements de luxe ; un des personnages est cagoulé et les commanditaires sont figurés. 
La peinture mêle les fonds dorés de la peinture gothique byzantine en usant de sa perspective inversée et le modelé plus réaliste et novateur du peintre créant un fort contraste stylistique. Une analyse géométrique révèle l'usage de deux cercles de composition évidents : l'un centré sur la figure de la Vierge et limité en haut par le cintre du panneau, l'autre englobant  sa cape ouverte.
|  |

| - Figure supposée du peintre dans ce tableau. - Figure authentifié du peintre dans la Résurrection. - Lignes de forces circulaires. |

Les sexes sont séparés comme c'était la coutume à l'époque, les hommes à gauche et les femmes à droite. Il est très probable que six des personnages sont des membres de la famille Pichi, commanditaires du retable.
La jeune femme devant la madone n'est pas mariée, indiqué par ses longues cheveux ondulés et libre. Le jeune homme à sa gauche est peut-être son fiancé ou un frère. Les deux femmes à sa droite sont mariés, signifié par leur coiffure haute. La vieille femme est peut-être une veuve, ses cheveux couvert par une mantille noire.
L'homme en tunique écarlate est peint avec beaucoup de détail et est probablement un portrait du commanditaire lui-même.
À sa gauche, un homme en tunique de bure, cagoule sur la tête et mains croisées sur la poitrine, est un membre de la Confrérie della Miseriacorda. Ils étaient censés faire leurs œuvres charitables uniquement par l'amour de Dieu et de leurs voisins, donc anonymement avec le visage caché. Pendant leurs prières ils croisaient les mains sur la poitrine.
Le quatrième homme, n'est ni richement habillé, ni porteur de signes d’appartenance à la confrérie. Il s'agit d'un autoportrait de Piero della Francesca. Piero avait l'habitude de se faire figurer dans ses œuvres, par exemple dans sa Résurrection.
Pour l'anecdote, la structure géométrique du tableau est très simple : La madone et sa cape sont confinées à l'intérieur de deux cercles, de rayons égaux. Le premier avec centre sur le cœur de la Vierge. Le deuxième cercle englobe sa cape et les orants. Les orants eux-mêmes sont représentés en perspective inversée.

### Panneaux latéraux

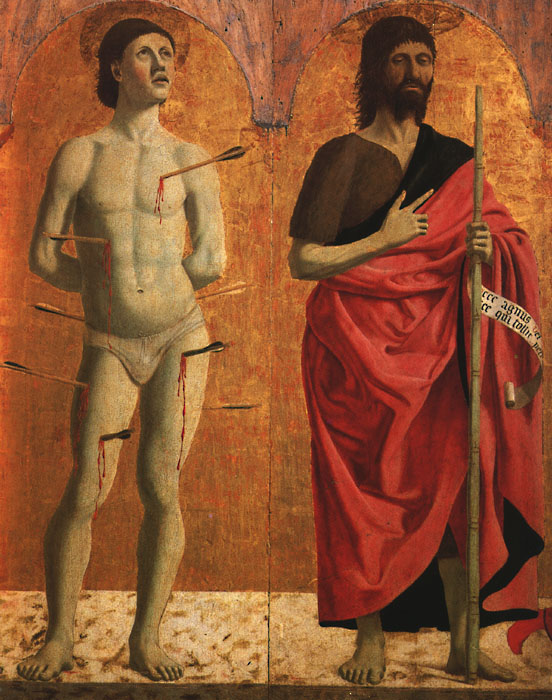

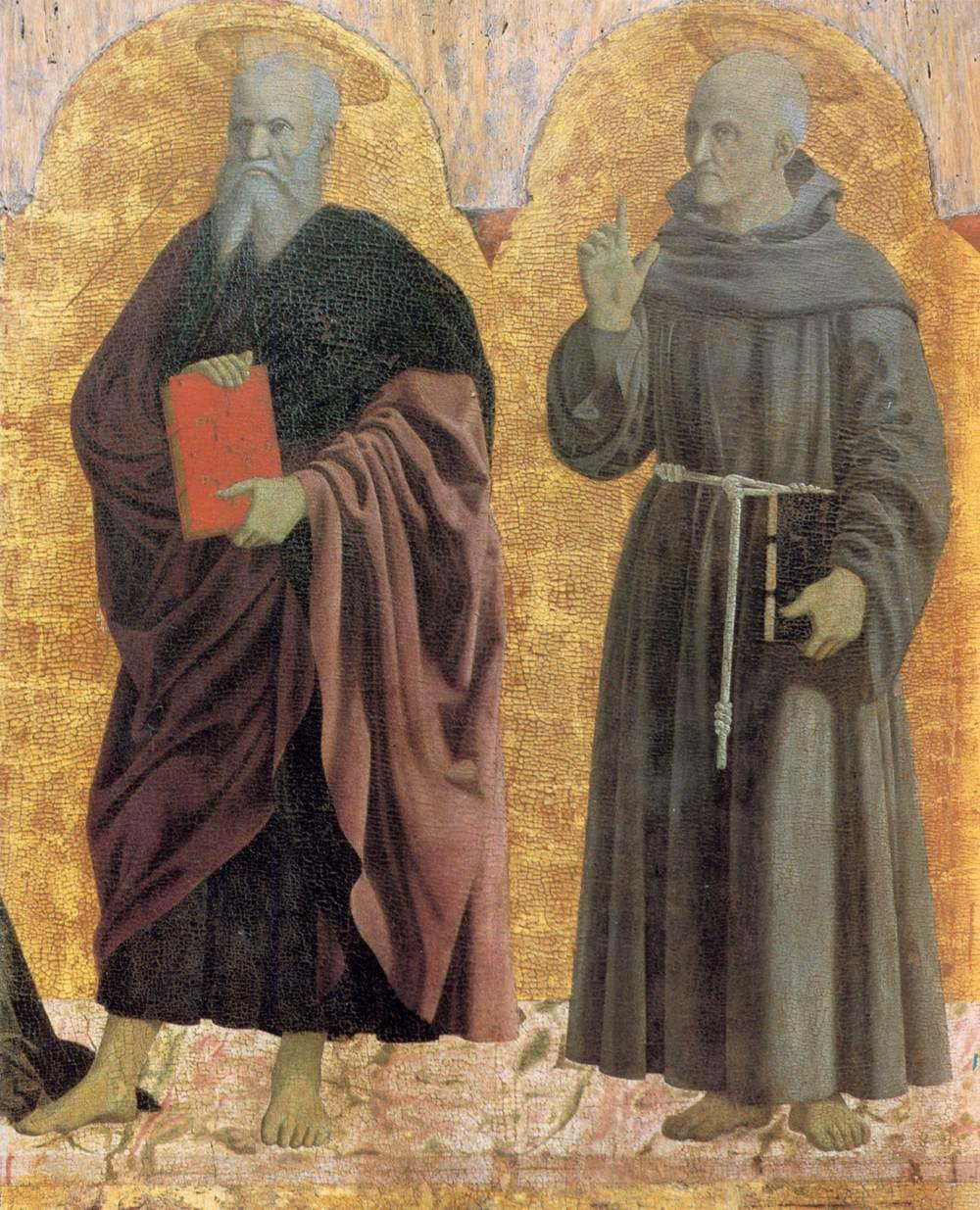

- panneaux de gauche (109 × 45 cm chacun),  saint Sébastien et saint Jean-Baptiste.
- panneau de droite (109 × 90 cm), saint André et saint Bernardin de Sienne.

Les deux saints occupent un seul panneau au lieu de deux, comme à gauche. Les saints tournent plus facilement vers la Vierge et cela implique la possibilité d'une meilleure intercession......

### Les pilastres et la prédelle
Sans doute à cause des tensions financières entre Piero et la famille Pichi, Piero, qui a fait la conception des pilastres et la prédelle, ne les peint pas. Les figues des saints des pilastres et les cinq panneaux de la prédelle sont dues à l'enlumineur Giuliano Amidei.
- Pilastres

- à gauche, saint Jérôme pénitent, saint Antoine de Padoue et  saint Arcan (it) (pèlerin et ermite, un des  deux fondateurs de Sansepolcro).
- à droite, saint Augustin, saint Dominique et saint Egidio (it)  (pèlerin et ermite, le deuxième fondateur  de Sansepolcro).

La prédelle
Les thèmes peints sur les cinq panneaux de la prédelle honoraient le lien entre la ville et le Saint-Sépulcre et  mettaient en rappel les pratiques de prière et de flagellation de la Confrérie della Misericorda.
Les pratiques de la confrérie de Santa Maria della Misericorda :
- Prière dans le jardin des oliviers
- Flagellation de Jésus

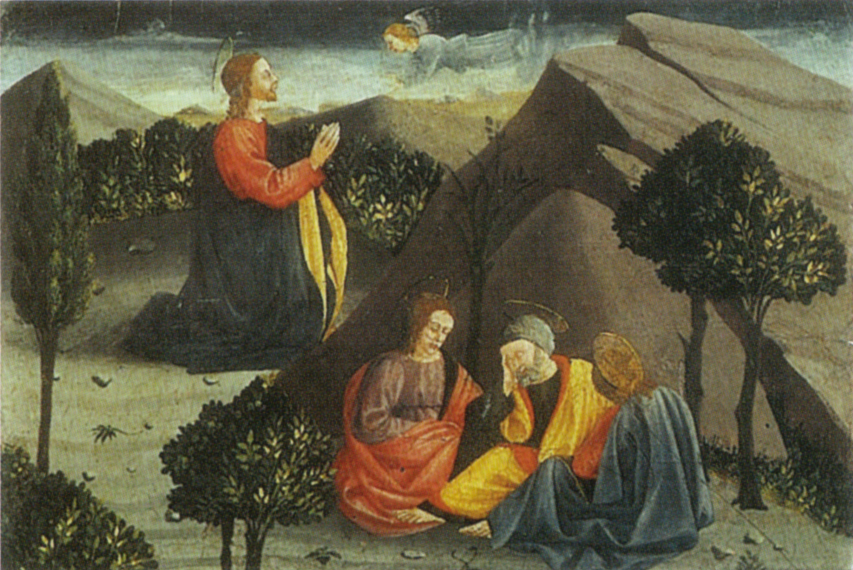
Prière au jardin des oliviers
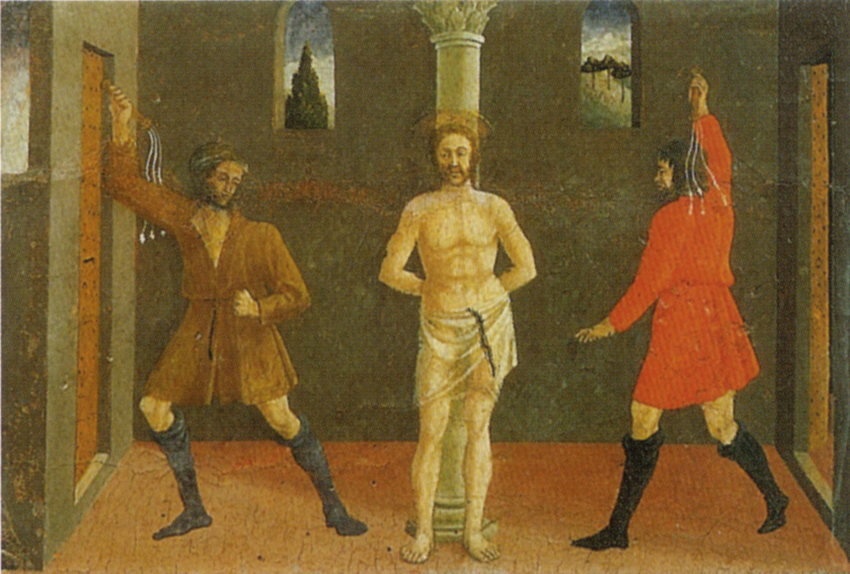
Flagellation

Les liens avec Borgo San Sepolcro et le Saint-Sépulcre :
- La mise au tombeau de Jésus après la crucifixion.
- « Ne me touche pas ! »(Noli me tangere), parole de Jésus ressuscité adressée à Marie-Madeleine.
- Les trois Maries qui constatent que le tombeau de Jésus est vide.

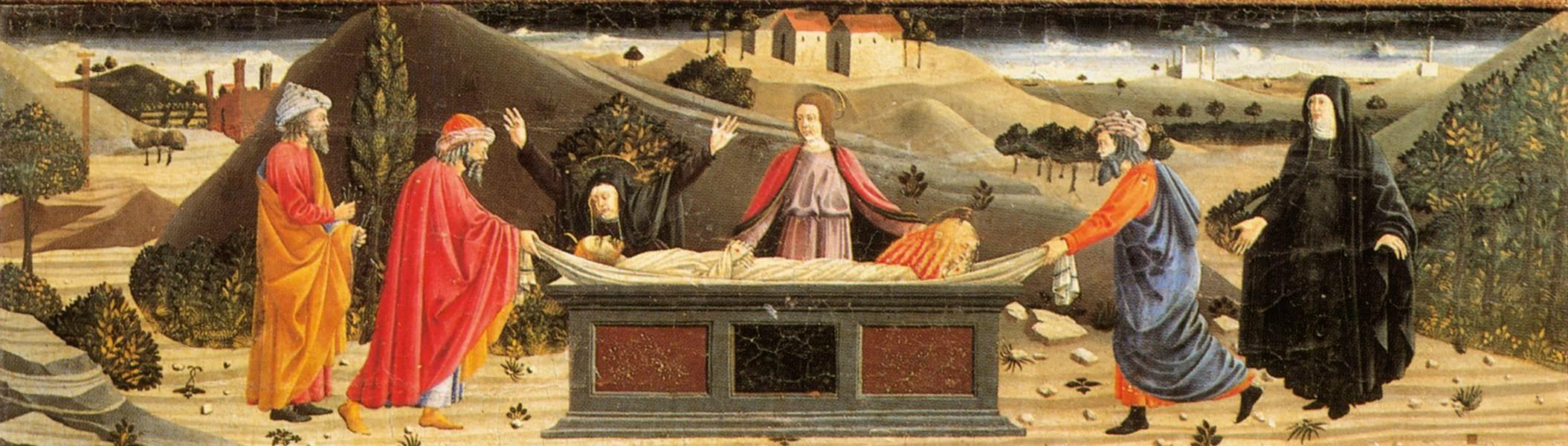
Mise au tombeau

- Noli me tangere
- Les Trois Maries